# ماك رايس
ماك رايس (بالإنجليزية: Mack Rice)‏ هو ملحن وكاتب أغاني ومغني أمريكي، ولد في 10 نوفمبر 1933 في كلاركسديل في الولايات المتحدة، وتوفي في 27 يونيو 2016 في ديترويت في الولايات المتحدة بسبب مرض آلزهايمر.

## وصلات خارجية
- ماك رايس على موقع IMDb (الإنجليزية)
- ماك رايس على موقع ميوزك برينز (الإنجليزية)
- ماك رايس على موقع أول ميوزيك (الإنجليزية)
- ماك رايس على موقع ديسكوغز (الإنجليزية)
- ماك رايس على موقع ديسكوغز (الإنجليزية)